# Las vías del amor
Las vías del Amor é uma telenovela mexicana produzida por Emilio Larrosa para a Televisa e exibida pelo Canal de las Estrellas entre 5 de agosto de 2002 e 6 de junho de 2003, substituindo Entre el amor y el odio e sendo substituída por Amor real. 
Foi protagonizada por Aracely Arámbula e Jorge Salinas e antagonizada por Enrique Rocha, Abraham Ramos, Elizabeth Álvarez, Sasha Montenegro, Rudy Casanova e Blanca Sánchez

## Sinopse[5]
Gabriel é um engenheiro eletrônico e ex-seminarista, que vive consumido pelo remorso e pela culpa. Durante uma caminhada em sua infância, ele perdeu seu irmão mais novo, Nicolás. Essa perda deu ao pai de Gabriel um ataque cardíaco. Sua mãe nunca o perdoou, nem o perdoa por causar sua deficiência.
Gabriel tentou expiar sua culpa no sacerdócio, mas deixou o seminário por causa de um caso com Sônia, uma humilde lavadeira. Gabriel não se esqueceu de Sônia, apesar de estar noivo da bela Sandra a quem não ama. Ao descobrir essa verdade, Sandra tenta cometer suicídio. Adolfo, um milionário dono de uma rede de casas noturnas, está apaixonado por Sandra. Gabriel reencontra Sônia, agora dedicada a vender seu corpo. Mas o verdadeiro amor de Gabriel está longe, em Tlacotalpan.
Perla é uma jovem garçonete, bonita, pobre e vidente. Seus poderes permitem que ela saiba que seu namorado Paco está em perigo, mas ele a ignora. Paco é assassinado e Perla descobre que a caveira de suas visões é a tatuagem que o assassino tem no braço. Elmer é empregado de Don Jerónimo, dono de metade da Tlacotalpan e patrão da Perla. Ao ser descoberto, Elmer chantageia Perla para que aceite a proposta de casamento de Don Jerónimo se ela não quiser que ele mate o pai da menina. 
Brutalmente chantageada, Perla aceita se comprometer com esse homem que lhe mostrará um mundo de luxo e beleza com que a garota sempre sonhou. Será em uma viagem ao México, acompanhada do namorado, que ao sair de um elevador, Perla se deparará com Gabriel e seu verdadeiro amor.
Realiza-se o casamento e, durante o banquete, alguém assassina D. Jerónimo. Enrique culpa Fidel e ele foge para a capital. Doente e sem dinheiro, Fidel é ajudado por Leticia, uma boa e trabalhadora comerciante que, por acaso, é assediada por Sebastián, irmão de Don Jerónimo. Perla decide ir até a capital para encontrar seu pai onde viverá amargas experiências. Mas ela será ajudada por Gabriel e eles vão se apaixonar aos poucos. Mas Sônia fará as piores maldades para destruir Perla e o amor que eles sentem um pelo outro. Mas esses não são seus únicos problemas. Em primeiro lugar está Sebastián, que é um criminoso sem escrúpulos e procura Perla e seu pai para vingar a morte de seu irmão, também está Dandy, o cafetão de Sonia, a quem Gabriel enfrentou por defendê-la e agora está em busca de vingança e Enrique , filho de Don Jerónimo e assassino de seu pai, a quem matou por causa de sua obsessão ilimitada por Perla e não descansará até encontrá-la e Elmer que, pelo carinho que tinha por seu patrão, também procura vingança.

## Elenco
- Aracely Arámbula como Perla Gutiérrez Vázquez
- Jorge Salinas como Gabriel Quesada Barragán
- Enrique Rocha como Sebastián Mendoza Romero
- Daniela Romo como Leticia López Albavera
- José Carlos Ruiz como Fidel Gutiérrez Arismendi
- Nuria Bages como Olga Vázquez de Gutiérrez
- Abraham Ramos como Enrique Mendoza Santini
- Martha Julia como Sandra Irribaren
- Julio Alemán como Alberto Betanzos
- Alfredo Adame como Ricardo Domínguez
- Blanca Sánchez como Artemisa Barragán
- Sasha Montenegro como Catalina Valencia
- Gabriel Soto como Adolfo Lascuráin / Nicolás Quesada Barragán
- Dulce como Patricia Martínez de Betanzos
- Margarita Magaña como Alicia Betanzos Martínez
- Patricia Navidad como Rocío Zárate
- Rafael Amaya como Paco / Pablo Rivera
- Carlos Miguel como Adalberto Ruiz / El Dandy
- Mónica Dossetti como Mariela Andrade
- Rudy Casanova como Elmer Patiño / El Negro
- Raúl Ochoa como Ernesto Fernández Valencia
- Paola Treviño como Andrea De La Garza
- Eduardo Cuervo como Pedro Betanzos Martínez
- Francisco Avendaño como Javier Loyola Jr.
- Maricruz Nájera como Laura Albavera
- María Prado como Azalia Sánchez
- Thelma Tixou como Fernanda Solís
- Sergio DeFassio como Eloy Álvarez
- Carlos Torres como Edmundo Larios
- Ivonne Montero como Damiana / Madonna
- Arturo Vázquez como Iván Hernández
- Kokin Li como  Wong / El Chino
- Bobby Larios como Julián de la Colina
- Julio Monterde como Javier Loyola
- Esperanza Rendón como Gladys Sánchez
- Anghel como Jéssica
- Gustavo Negrete como Aurelio Tobar
- Ricardo Vera como Tadeo Juárez Peña
- Teo Tapia como Leopoldo Dávalos
- Rubén Morales como Efraín
- Manuela Imaz como Rosaura Fernández López
- Jorge Consejo como Esteban Fernández López
- Elizabeth Álvarez como Sonia "Francis" Vázquez Solís
- Miguel Loyo como Ramón Gutiérrez Vázquez
- Silvia Pinal como Vanessa Vázquez
- Hugo Aceves como Octavio Vázquez Solís
- Silvia Ramirez como Antonia
- Claudia Troyo como Claudia Jiménez
- Erika García como Lolita Padilla Vale
- Florencia de Saracho como Pamela Fernández
- Juan Ángel Esparza como Carlos Velázquez
- Marco Méndez como Óscar Méndez
- Ricardo Margaleff como Bruno

## Exibição
Foi reprisada pelo seu canal original entre 03 de maio a 11 de junho de 2010.

## Audiência
Teme média geral de 26,5 pontos.

## Prêmios e Indicações

### Prêmio TVyNovelas 2003
| Categoria                 | Nominado(a)      | Resultado |
| ------------------------- | ---------------- | --------- |
| Melhor telenovela         | Emilio Larrosa   | Nominado  |
| Melhor atriz protagonista | Aracely Arámbula | Nominada  |
| Melhor ator protagonista  | Jorge Salinas    | Nominado  |
| Melhor vilã               | Sasha Montenegro | Ganhadora |
| Melhor vilão              | Enrique Rocha    | Ganhador  |
| Melhor primeiro ator]]    | Jose Carlos Ruiz | Nominado  |
| Melhor atriz de reparto   | Nuria Bages      | Nominada  |
| Melhor ator de reparto    | Gabriel Soto     | Nominado  |
| Melhor revelação feminina | Paola Treviño    | Nominada  |

### Prêmios El Heraldo de México 2003
- Melhor primeira atriz: Daniela Romo
- Melhor primeiro ator: Enrique Rocha
- Melhor atriz revelação: Elizabeth Álvarez
- Melhor ator revelação: Jorge Consejo

### Prêmios Palmas de Oro 2003
- Melhor ator antagonista: Enrique Rocha